# Ringo Akai
Ringo Akai (赤井 りんご Akai Ringo?) es un personaje en el mundo de ficción de Tokyo Mew Mew. 
No ahí evidencia que confirme que la teoría que Ringo sea prima de Ichigo sea cierta. No hay indicación de que Ichigo tuviera una prima en el manga y anime de Tokyo Mew Mew, por lo tanto es como si Ringo no estuviera emparentada con Ichigo, aunque ella es algo parecida a Ichigo. Ichigo y Ringo parecen tener una relación cercana, sin embargo todas las Mew Mews son amigas cercanas.

## Historia
Ringo es un personaje en el videojuego de PlayStation de Tokyo Mew Mew que solo fue publicado en Japón. Ella nunca es incluida en la serie de manga actual como una Mew Mew, pero aparece en la historia bonus al final del volumen dos de Tokyo Mew Mew à la Mode, y también en otra historia llamada Petite Mew Mew al final del volumen siete de Tokyo Mew Mew, en donde ella es un personaje principal. Sin embargo, su aparición en el volumen siete de Tokyo Mew Mew es muy corta. Ella aparece en la página 168 en el fondo de un panel derecho. La página biográfica del volumen seis de Tokyo Mew Mew presenta un corto segmento sobre ella en las páginas 187 y 188. Este describe sus armas y muestra algunas imágenes de ella en su forma Mew Mew.
En el videojuego, las Mew Mews conocen a Ringo mientras visitan una isla de reserva natural. Ringo tiene un hermano mayor llamado Mashio, quien es un guardabosques y tiene un gran parecido a Masaya Aoyama. Su collar con un pendiente de Agua Mew le fue dado por su madre quien murió.
En el videojuego, Ringo vive con su hermano Mashio después de la muerte de su madre. Su padre no es mencionado. Después de que el pingüino mascota de Ringo, Yuki (este nombre significa "Nieve"), se transforma en un Chimera Anima, el pendiente que contiene Agua Mew en su collar es activado y le permite transformarse. Ella es la única Mew Mew quien no usa una garter en ninguna de sus piernas. Esto probablemente se debe al hecho de que ella no está fusionada con el ADN de un Animal en Lista Roja.

## Personalidad
Antes de que Ringo conociera a las Mew Mews, ella no tenía amigos, con la excepción de su pingüino mascota, Yuki, y entonces ella era un poco tímida al principio. Ella es infantil y enérgica, pero también muy gentil y cariñosa. Ella se refiere a sí misma en tercera persona y llama a todas "Onee-chan" (en japonés significa "Hermana menor" de manera amistosa), como Pudding Fong lo hace. Ella respeta y admira mucho a su hermano Mashio y siempre intenta hacer lo mejor que puede por él.

## Romanización
En el juego de Playstation, el nombre de Ringo se escribe en katakana y en hiragana. Cuando ella está en su forma Mew Mew, su nombre se escribe en katakana, y cuando ella es "normal", su nombre se escribe en hiragana. Esto debe ser para que ella pueda esconder su identidad como Mew Ringo, y por énfasis, ya que es común escribir palabras Japonesas en katakana. 

## Perfil
- Traducción del Nombre: "りんご Ringo" = Manzana, "赤 Aka" = Rojo, "井 i" = bien. O sea Manzana Bien Roja.
- Color de Signatura: Rojo
- Edad: 10
- Cumpleaños: 27 de diciembre
- Signo Zodiacal: Capricornio
- Grado: 4° grado de escuela primaria por grados Japonés
- Altura: 134 cm
- Peso: 30 kg
- Gustos: Tomar caminatas en las noches.
- Grupo Sanguíneo: O
- Color de Cabello: Café (Mismo color en su forma Mew Mew)
- Color de Ojos: Café (Mismo color en su forma Mew Mew)
- Comidas Favoritas: Manzanas y cosas dulces
- Comidas Odiadas: Bitter y cosas amargas
- Frase de Transformación: "¡Mew Mew Ringo, Metamorfosis!"
- Interés Amoroso: A ella nunca se le da un interés amoroso.

## Armas y habilidades
Ringo no está fusionada con el ADN de un Animal en Lista Roja como las otras Mew Mews. Su collar contiene Agua Mew que le permite transformarse en una Mew Mew. Ella representa al Pingüino de Humboldt. En realidad, su ataque es una técnica curativa. De alguna manera, ella puede entender a todos los animales, no solo a los pingüinos.
- Arma: Vara de Manzana
- Ataque: Listón Disparo de Manzana

## Canciones características
Aunque Ringo no aparece en el anime, Ringo tiene dos canciones cantadas por Taeko Kawata:
- Buscando por el Paraíso
- Quiero Curarte

- Datos: Q18286383